# Ptox
Ptox is een geslacht van vlinders uit de familie van de Lycaenidae, de kleine pages, vuurvlinders en blauwtjes. De wetenschappelijke naam en de beschrijving van dit geslacht zijn voor het eerst gepubliceerd in 1928 door Lambertus Johannes Toxopeus.

## Soorten
- Ptox catreus (de Nicéville, 1895)
- Ptox corythus (de Nicéville, 1895)